# Ughetto - Cane perfetto
Ughetto - Cane perfetto (Underdog) è una serie televisiva a cartoni animati creata da W. Watts Biggers e Joe Harris, trasmessa negli Stati Uniti dal 1964 al 1967.
Sul protagonista, nel 2007, è stato realizzato il film Underdog - Storia di un vero supereroe, prodotto dalla Disney.

## Personaggi
- Ughetto (Underdog)
- Sonia
- Simon
- Frank Frac
- Giancanino
- Re Leonardo

## Doppiaggio
| Personaggio        | Doppiatore italiano |
| ------------------ | ------------------- |
| Ughetto (Underdog) | Patrizio Prata      |
| Frank Frac         | Paolo Torrisi       |
| Re Leonardo        | Roberto Colombo     |
| Molly              | Graziella Porta     |
| Simon              | Enrico Bertorelli   |
| Giancanino         | Graziano Galoforo   |
| Voce narrante      | —                   |